# ダイナミック作戦
『ダイナミック作戦』（ダイナミックさくせん、On the Fiddle）は、1961年のイギリスのコメディ映画。ロナルド・デルダーフィールドによる小説「Stop at a Winner」を原作としている。監督はシリル・フランケル。出演はショーン・コネリーなど。
ショーン・コネリーは本作の翌年に公開された『007／ドクター・ノオ』でヒットしたことから、1965年にアメリカ合衆国で公開された際はコネリーの人気を利用した宣伝展開が行われた。

## キャスト
※括弧内は日本語吹替（初回放送1968年6月13日『木曜洋画劇場』）
- ペドラー・パスコー：ショーン・コネリー（田中信夫）
- ホレイス・ポープ：アルフレッド・リンチ（愛川欽也）
- バスコム：セシル・パーカー
- クックスリー：スタンリー・ホロウェイ
- ブザー：アラン・キング
- 医者：エリック・バーカー
- トローブリッジ：ウィルフリッド・ハイド＝ホワイト
- クックスリー夫人：キャスリーン・ハリソン
- フローラ：エレノア・サマーフィールド
- 射撃手：テレンス・ロングドン
- アイリス：アン・ビーチ（栗葉子）